# Шалава (фильм)
«Шалава» (англ. Sket) — триллер режиссёра Нирпал Бхогал (англ. Nirpal Bhogal), вышедший в 2011 году. Выпуск фильма в некоторых странах сопровождался хештегом #Lochsteisse

## Сюжет
Действие происходит в Лондоне (в Камдене).
Сёстры Кайла и Таня переехали из Ньюкасл-апон-Тайн, чтобы начать новую жизнь рядом с их отцом после смерти их матери. При этом Кайла не желает с ним видеться. Между тем, наркодилер, главарь банды, Трей хочет убить одну из своих распространителей, наркоманку, за долги по наркотикам. За неё заступается его подруга Шакс.
По дороге домой двое молодых людей пристают к Кайле в автобусе. Однако ей удается убежать от них, после того, как Даниэлла и её подруги избивают их. После пережитого Кайла ругается дома с сестрой и идёт в кафе, где знакомится с Шакс, там Кайлу находит старшая сестра Таня. На следующий день, не дождавшись Кайлу в кафе, Таня натыкается на Трея, разбирающегося с Шакс, и заступается за неё. После чего Трей избивает и душит Таню. Она умирает в больнице. Беспокоясь, что Кайла догадается и расскажет полиции кто убил сестру, Трей посылает своих людей к ней. Понимая, что у неё не остаётся вариантов, Кайла решает, что её единственная надежда выжить и отомстить, это присоединиться к банде Даниэллы.

## В ролях
| Актёр                                        | Роль                                                             |
| -------------------------------------------- | ---------------------------------------------------------------- |
| Эшли Уолтерс (англ. Ashley Walters)          | Трей (англ. Trey) (накоторговец, главарь банды)                  |
| Лили Лавлесс                                 | Ханна (одна из подруг в группе Даниеллы, блондинка)              |
| Риэнн Стил (англ. Riann Steele)              | Шакс (англ. Shaks) (подруга Трея)                                |
| Айми Келли (англ. Aimee Kelly)               | Кэйла (англ. Kayla) (младшая из сестёр)                          |
| Эмма Хартли Миллер (англ. Emma Hartley)      | Даниелла (англ. Danielle) (глава женской банды, ярая феминистка) |
| Эделайо Эдедайо (англ. Adelayo Adedayo)      | Кэрри (англ. Kerry)                                              |
| Варада Сету                                  | Киран                                                            |
| Ричи Кэмпелл (англ. Richie Campbell)         | Радс (англ. Ruds) (знакомый одной из девушек группы Даниеллы)    |
| Кейт Фостер-Барнс (англ. Kate Foster-Barnes) | Таня (англ. Tanya) (старшая из сестёр, убитая Треем)             |
| Майкл Марис (англ. Michael Maris)            | Эндрю (англ. Drew)                                               |
| Эшли Чин (англ. Ashley Chin)                 | Титч (англ. Titch)                                               |
| Leon Ajikawo (англ. Leon Ajikawo)            | Рит (англ. Reet)                                                 |
| Кэндис Нергаард (англ. Candis Nergaard)      | (англ. ) (одна из подруг в группе Даниеллы, темнокожая)          |
| Дэвид Неллист (англ. David Nellist)          | (англ. ) (отец Кайлы и Тани)                                     |
| Варада Сету (англ. Varada Sethu)             | Кирьян (англ. Kiran)                                             |
| Слейн Келли (англ. Slaine Kelly)             | (англ. ) (медсестра Петерс)                                      |
| Дэн Лав (англ. Dan Love)                     | Дэн Лав (англ. Dan Love)                                         |
| Мелисса Риччи (англ. Melissa Ricci)          | Лиза (англ. Lisa)                                                |
| Марк Сатклифф (англ. Marc Sutcliffe)         | (англ. )                                                         |
| Шарлотта Льюис (англ. Charlotte Lewis)       | Сара (англ. Sarah)                                               |

## Саундтрек
| №  | Название                                                    | Длительность |
| -- | ----------------------------------------------------------- | ------------ |
| 1. | «Blinded by the Lights» (Ремикс «Nero» песни «The Streets») | 6:45         |

## Релиз
Премьера фильма состоялась на Лондонском кинофестивале в рамках «Film on the Square», в кинотеатрах в Великобритании — 28 октября 2011 года, на DVD и Blu-Ray дисках (на английском языке) выпущен 5 марта 2012 года.